# 木下高男
木下 高男（きのした たかお、1961年 - ）は、共同テレビジョン（所属は子会社のベイシス）の演出家。横浜放送映画専門学院（現・日本映画大学）卒業。

## 人物
専門学校卒業後、フリーランスの時期を経て共同スタッフ（現・ベイシス）へ入社。福本義人や若松節朗、小野原和宏の下で助監督としてのキャリアを重ねる。1990年『奇妙な出来事』で演出デビューを果たす。1995年の『木曜の怪談』内の「怪奇倶楽部」で初のメイン（30分番組）、1997年の『彼女たちの結婚』で1時間連続ものの初のメインを務める。以降、共同テレビ制作のドラマを中心に活動する。
財前直見や上戸彩や松たか子、萩原健一といった女優や俳優と仕事をする機会が多い。

## テレビドラマ
1990年
- 奇妙な出来事「閉ざされた空間」

1991年
- LOVE「17本のネクタイ」

1992年
- 君のためにできること（13本中1本演出）※演出補と兼任

1993年
- 振り返れば奴がいる（11話中1話演出）※演出補と兼任
- チャンス!（12話中3話演出）
- じゃじゃ馬ならし（12話中5話演出）
- ざけんなヨ!!5（3話中1話を演出）

1994年
- 世にも奇妙な物語「心の声が聞こえる」
- 世にも奇妙な物語「転校生」
- ざけんなヨ!!6（3編中1編を演出）
- お金がない!（12話中4話演出）
- お金がない! 大晦日総集編スペシャル（脚本・演出）

1995年
- 世にも奇妙な物語「地図にない町」
- 花嫁介添人が行く!
- ざけんなヨ!!9（3編中1編を演出）

1995年 - 1996年
- 怪奇倶楽部（チーフディレクター）

1997年
- 彼女たちの結婚（チーフディレクター、11話中6話演出）
- 魔法じかけのフウ（チーフディレクター、4話中2話演出）

1998年
- 太陽がいっぱい（チーフディレクター、11話中5話演出）
- お仕事です!（12話中3話演出）※共同テレビ制作以外の初の演出
- ハッピーマニア（チーフディレクター、12話中7話演出）

1999年
- 天使のお仕事（チーフディレクター、11話中6話演出）
- らせん（チーフディレクター、13話中7話演出）

2000年
- お見合い結婚（チーフディレクター、11話中5話演出）
- FNS27時間テレビ・ドラマSP 父さん
- ナースのお仕事3（24話中1話演出）
- 神様のいたずら（チーフディレクター、11話中6話演出）

2001年
- 世にも奇妙な物語「友達登録」
- ファイティングガール（チーフディレクター、12話中7話演出）

2002年
- 初体験（チーフディレクター、11話中6話演出）
- 恋愛偏差値（チーフディレクター、12話中4話演出）
- 彼女たちのクリスマス「anti-Xmas girl」

2003年
- 世にも奇妙な物語「レンタルラブ」
- ニコニコ日記（6話中2話演出）※NHK系列
- ハコイリムスメ!（チーフディレクター、11話中6話演出）※関西テレビ制作

2004年
- 科学捜査研究所・文書鑑定の女2
- 世にも奇妙な物語「自分カウンセラー」
- ワンダフルライフ（12話中1話演出）
- めだか（チーフディレクター、11話中5話演出）

2005年
- 世にも奇妙な物語「幻の少年」
- 上を向いて歩こう〜坂本九物語〜　※テレビ東京系列
- 1リットルの涙（11話中5話演出）

2006年
- 翼の折れた天使たち2006年度版（チーフディレクター、4話中2話演出）
- 世にも奇妙な物語「雨の訪問者」
- ビバ!山田バーバラ（チーフディレクター、前後編全話演出）※テレビ朝日系列
- 世にも奇妙な物語「鏡子さん」
- 役者魂!（11話中3話演出）

2007年
- 翼の折れた天使たち2007年度版（チーフディレクター、4話中2話演出）
- ホテリアー リメイク版（チーフディレクター、9話中5話演出）
- 姿三四郎

2008年
- 乙女のパンチ（チーフディレクター、6話中4話演出）※NHK系列
- メン☆ドル 〜イケメンアイドル〜（チーフディレクター、12話中2話演出）※テレビ東京系列

2009年
- メイちゃんの執事（10話中3話演出）

2010年
- 松本清張ドラマスペシャル　山峡の章
- 夢の見つけ方教えたる!2
- 世にも奇妙な物語「もうひとりのオレ」
- 天使の代理人（チーフディレクター、39話中21話演出）

2011年
- 3枚目のボディーガード　※BeeTVネット配信
- P&Gパンテーンドラマスペシャル「フォルティッシモ―また逢う日のために―」

2012年
- 鈴子の恋（チーフディレクター、62話中35話演出）
- もう一度君に、プロポーズ（10話中4話演出）
- 息もできない夏（11話中1話演出）

2013年
- 世にも奇妙な物語「階段の花子」
- 鍵のない夢を見る（5話中2話演出）
- 家族の裏事情（チーフディレクター、8話中5話演出）

2014年
- ほっとけない魔女たち（チーフディレクター、45話中20話演出）
- ママとパパが生きる理由。（5話中2話演出）

2015年
- 世にも奇妙な物語「ゴムゴムの男」
- 無痛〜診える眼〜（11話中3話演出）

2016年
- 叡古教授の事件簿
- 受験のシンデレラ（8話中3話演出）
- キャリア〜掟破りの警察署長〜（10話中1話演出)

2017年
- 警視庁いきもの係（チーフディレクター、10話中5話演出）

2018年
- デイジー・ラック（チーフディレクター、10話中5話演出）
- 捜査会議はリビングで!（8話中2話演出）
- 大誘拐2018

2019年
- メゾン・ド・ポリス（10話中1話演出）

2020年
- 捜査会議はリビングで おかわり!（チーフディレクター）
- M 愛すべき人がいて（チーフディレクター）

2021年
- 彼女はキレイだった
- 冤罪犯

2022年
- ゴシップ#彼女が知りたい本当の〇〇
- 黙秘犯

2023年
- 忍者に結婚は難しい

2024年
- 世にも奇妙な物語「人類の宝」
- 世にも奇妙な物語「第1回田中家父親オーディション」

2025年
- 問題物件

## 関連人物
- 若松節朗
- 河野圭太
- 佐藤祐市
- 土方政人
- 都築淳一
- 石川淳一
- 船津浩一
- 稲田秀樹